# Câu lạc bộ bóng chuyền Hóa chất Đức Giang
Câu lạc bộ bóng chuyền Hóa chất Đức Giang (tên gọi hiện tại là HCĐG Lào Cai) là một câu lạc bộ bóng chuyền Nữ chuyên nghiệp có trụ sở ở Hà Nội, Việt Nam. Đây là đội bóng đang thi đấu tại Giải vô địch bóng chuyền quốc gia Việt Nam. Ngay từ năm 2004, đội bóng nữ Hà Nội khi đó mang tên Bưu điện Hà Nội đã giành giải Ba rồi tụt dần và bị xuống hạng năm 2008, sau đó thăng hạng trở lại năm  2010, xuống hạng năm 2011 rồi trở lại giải vô địch sau 6 năm và tách khỏi sự quản lý của Hà Nội với thương hiệu Hóa chất Đức Giang năm 2017 đến nay. Tính đến hết năm 2024, Hóa chất Đức Giang tham gia 15/21 lần tại Giải bóng chuyền vô địch quốc gia Việt Nam và có 5 mùa giải liên tiếp từ 2020 đến 2024 lọt vào chung kết nhưng đều thất bại và chấp nhận vị trí Á quân.

## Lịch sử hình thành
Nhằm mục đích quảng bá cho thương hiệu Hóa chất Đức Giang nói chung và hai dòng sản phẩm dân dụng là Bột Giặt & Phân Bón nói riêng, tháng 7/2016 công ty đã tiếp nhận & chuyển giao CLB bóng chuyền Hà Nội, đổi tên thành CLB Bóng chuyền Hóa chất Đức Giang Hà Nội. Tháng 10/2016, CLB đã vô địch hạng A và lên hạng thi đấu ở giải VĐQG năm 2017. Với tuổi đời trung bình của các VĐV từ 20 tuổi, chiều cao: 1m78, được giới chuyên môn đánh giá là một trong những CLB tiềm năng có thể lọt vào top 4 trong năm 2018. Đặc biệt trong đội có 2 khuôn mặt sáng giá đó là VĐV Trịnh Thị Huyền mang áo số 11 đang là thành viên chính thức của Đội tuyển Quốc Gia Việt Nam và VĐV Trần Thị Bích Thủy mang áo số 15 đang là thành viên của đội tuyển trẻ Quốc Gia.

## Phiên hiệu qua các năm
- Bưu điện Hà Nội (2004–2008)
- CLB bóng chuyền Hà Nội (2009, 2014–2015)
- Hà Nội BIDV (2010–2011)
- Hà Nội T&T (2012–2013)
- Hóa chất Đức Giang Hà Nội (HCĐG Hà Nội) (2016–2022).
- Hóa chất Đức Giang Tia Sáng (HCĐG Tia Sáng) (2023).
- Hóa chất Đức Giang Lào Cai (HCĐG Lào Cai) (2024–nay).

## Thành tích
Tại Giải vô địch bóng chuyền quốc gia Việt Nam:
- Vô địch các mùa giải: chưa có
- Á quân các mùa giải: 2020, 2021, 2022, 2023, 2024
- Hạng ba các mùa giải: 2004

Tại Giải bóng chuyền cúp Hoa Lư:
- Vô địch các mùa giải: 2023
- Á quân các mùa giải: chưa có
- Hạng ba các mùa giải: 2004

Tại Giải bóng chuyền cúp Hùng Vương:
- Vô địch các mùa giải: 2023
- Á quân các mùa giải: 2021
- Hạng ba các mùa giải: 2024

Tại Giải bóng chuyền nữ quốc tế cúp VTV9 – Bình Điền:
- 2019 — Hạng 6
- 2024 — Hạng 5

Tại Giải vô địch bóng chuyền các câu lạc bộ AVC:
- 2024 — Hạng 5

## Đội hình thi đấu

### Hiện tại
Cập nhật danh sách tháng 3 năm 2025.
- Huấn luyện viên:  Nguyễn Hữu Hà
- Trợ lý:  Hoàng Kim Cương,  Đinh Văn Đại,  Vũ Thị Lập

| No. | Player                    | Position   | Height (m) | Weight (kg) | Birth date |
| --- | ------------------------- | ---------- | ---------- | ----------- | ---------- |
| 1   | Phạm Thị Khánh Lâm        | Libero     | 1,53       | 51          | 2006       |
| 2   | Cao Thị Hoa Thắm          | Chuyền hai | 1,73       | 57          | 2003       |
| 5   | Hoàng Thị Hồng Ngát       | Chủ công   | 1,75       | 62          | 1998       |
| 7   | Trần Tú Linh              | Chủ công   | 1,80       | 64          | 1999       |
| 8   | Nguyễn Thị Kiều Oanh      | Đối chuyền | 1,78       | 66          | 2005       |
| 10  | Nông Thùy Anh             | Phụ công   | 1,80       | 70          | 2004       |
| 11  | Hoàng Hồng Hạnh           | Chủ công   | 1,75       | 65          | 2003       |
| 12  | Bùi Hồng Nhung            | Chủ công   | 1,83       | 65          | 2004       |
| 14  | Tichaya Boonlert          | Chuyền hai | 1,79       | 68          | 1997       |
| 15  | Sharon Chepchumba Kiprono | Đối chuyền | 1,85       | 82          | 1998       |
| 16  | Nguyễn Thị Thủy           | Chuyền hai | 1,76       | 66          | 1992       |
| 17  | Lê Thị Yến                | Libero     | 1,68       | 62          | 1997       |
| 52  | Lý Thị Luyến              | Phụ công   | 1,93       | 52          | 1999       |
| 86  | Trần Thị Bích Thủy        | Phụ công   | 1,84       | 60          | 2000       |

### Quá khứ
- Năm 2022:[3] Huấn luyện viên:  Nguyễn Hữu Hà, Trợ lý: Đinh Văn Đại, Đoàn Văn Quân. Các cầu thủ: Nguyễn Thị Xuân, Laetitia Moma Bassoko, Nguyễn Thị Thúy, Hoàng Thị Hồng Ngát, Trần Thị Bích Thủy, Trịnh Thị Huyền, Lý Thị Luyến, Nguyễn Thị Hồng Phương, Lê Thị Thanh Liên, Trần Tú Linh, Mai Hương Giang, Cao Thị Hoa Thắm, Đồng Thị Mai Thanh, Bùi Hồng Nhung.
- Năm 2020:[4] Phan Thị Mỹ Hoa (Đội trưởng),  Trịnh Thị Khánh, Hoàng Thị Hồng Ngát, Trần Thị Bích Thủy, Trịnh Thị Huyền, Lý Thị Luyến, Nguyễn Thị Hồng Phương, Lê Thị Thanh Liên, Vũ Thị Lập, Mai Hương Giang, Đào Thị Thu, Nguyễn Thị Xuân, Nguyễn Thị Thùy, Nguyễn Thị Lệ Xuân.